# إميلي بوسكان
إميلي بوسكان
(Émilie Busquant)
== نظرة عامة ==زوجة مصالي الحاج.

## الوصف
-كانت إميلي بوسكوانت ، المولودة في نوفيس-ميزون في 3 مارس 1901 وتوفيت في الجزائر العاصمة في أكتوبر 1953 ، ناشطة فرنسية نسوية ونقابية ومناهضة للاستعمار وتزوجت من الزعيم الوطني الجزائري مصالي الحاج. .
تاريخ ومكان الميلاد: 3 مارس 1901، Neuves-Maisons، فرنسا
تاريخ ومكان الوفاة: 2 أكتوبر 1953، الجزائر
الزوج: مصالي الحاج (متزوج ?–1953)

### إيميلي… رحلة حب وحرب
من الشخصيات الفرنسية المثيرة للجدل في كتب التاريخ، شخصية إيميلي بوسكان، زوجة مصالي الحاج، زعيم الحركة الوطنية، مؤسس حزب الشعب. هذه الفرنسية، المولودة في منطقة اللورين الفرنسية، سنة 1901، عاشت في ربيعها الثاني والعشرين قصة حب جارفة مع المناضل مصالي الحاج.. ويضرب الحب مرتين قلبها، فتغرم بالقضية الجزائرية وتقرر تبنيها… بعد سنة من لقائهما، تساعد إيميلي رفيقها في الحب والنضال في تأسيس حزب نجم شمال إفريقيا…
، ظلّت “إيميلي” تساند الكفاح التحرري في الجزائر، وتشدّ أزر مصالي، حتى رحلت في 2 أكتوبر 1953، إثر مرض عضال أصابها بالشلل، سنة واحدة قبيل اندلاع ثورة الفاتح نوفمبر 1954 .